# Heptathela
Heptathela Kishida, 1923 è un genere di ragni appartenente alla Famiglia Liphistiidae dell'Ordine Araneae.
Il nome deriva dal greco ἐπτά, heptà, cioè 7, ad indicare il numero delle ghiandole delle filiere che possiedono questi ragni, e dal greco θηλή, thelè, che significa capezzolo, proprio ad indicare la forma che hanno le filiere stesse.

## Caratteristiche
Le femmine raggiungono la lunghezza di 25 millimetri, i maschi un po' di meno.

## Comportamento
I cunicoli a porta-trappola che costruiscono hanno una porta di forma ovale che li ricopre, incardinata di traverso lungo il diametro maggiore.

## Habitat
Questi ragni hanno come habitat principale la foresta primaria, sempre più minacciata di deforestazione nelle zone di ritrovamento.

## Distribuzione
Sono diffusi in Cina, Giappone, Vietnam e Isole Ryukyu.

## Tassonomia
Attualmente, a giugno 2012, si compone di 34 specie:
1. Heptathela abca Ono, 1999 — Vietnam
2. Heptathela amamiensis Haupt, 1983 — Isole Ryukyu
3. Heptathela australis (Ono, 2002) — Vietnam
4. Heptathela bristowei Gertsch, 1967 — Cina
5. Heptathela ciliensis Yin, Tang & Xu, 2003 — Cina
6. Heptathela cipingensis (Wang, 1989) — Cina
7. Heptathela cucphuongensis Ono, 1999 — Vietnam
8. Heptathela goulouensis Yin, 2001 — Cina
9. Heptathela hangzhouensis Chen, Zhang & Zhu, 1981 — Cina
10. Heptathela heyangensis Zhu & Wang, 1984 — Cina
11. Heptathela higoensis Haupt, 1983 — Giappone
12. Heptathela hongkong Song & Wu, 1997[4] - Hong Kong
13. Heptathela hunanensis Song & Haupt, 1984 — Cina
14. Heptathela jianganensis Chen, Gao, Zhu & Luo, 1988 — Cina
15. Heptathela kanenoi Ono, 1996 — Isole Ryukyu
16. Heptathela kikuyai Ono, 1998 — Giappone
17. Heptathela kimurai (Kishida, 1920) — Giappone (detto "kimura-gumo")[5]
18. Heptathela luotianensis Yin, Tang, Zhao & Chen, 2002 — Cina
19. Heptathela mangshan Bao, Yin & Xu, 2003 — Cina
20. Heptathela nishikawai Ono, 1998 — Giappone
21. Heptathela nui Schwendinger & Ono, 2011 — Vietnam
22. Heptathela sapana (Ono, 2010) — Vietnam
23. Heptathela schensiensis (Schenkel, 1953) — Cina
24. Heptathela shei Xu & Yin, 2001 — Cina
25. Heptathela sinensis Bishop & Crosby, 1932 — Cina
26. Heptathela suoxiyuensis Yin, Tang & Xu, 2003 — Cina
27. Heptathela tomokunii Ono, 1997 — Vietnam
28. Heptathela tonkinensis Bristowe, 1933[4] - Vietnam settentrionale
29. Heptathela wosanensis Wang & Jiao, 1995 — Cina
30. Heptathela xianningensis Yin, Tang, Zhao & Chen, 2002 — Cina
31. Heptathela yaginumai Ono, 1998 — Giappone
32. Heptathela yakushimaensis Ono, 1998 — Giappone
33. Heptathela yanbaruensis Haupt, 1983 — Giappone[6]
34. Heptathela yunnanensis Song & Haupt, 1984 — Cina